# Колашински процес
Колашински процес или Васојевићка афера је било суђење из 1909. припадницима опозиције црногорском кнезу Николи Петровићу Његошу. Од 103 особе којима се судило, на смртну казну је осуђено 11 особа, 51 на временске казне, док су 33 особе проглашене невиним. Овај догађај је погоршао односе Црне Горе и Србије. Глас Црногорца је писао о осуђенима на смртну казну. Пресуда је извршена у понедјељак 16. новембра 1909. године. У Андријевици су убијени потпоручник Петар Ђиновић, барјактар Михаило Јојић и Радисав Рачић, а у Подгорици пензионирани командир Петар Митровић и Илија Божин Петровић, предузимач државних грађевина. Касније су многи помиловани, као Ђоко Ћосовић и многи други из Куча, двојица Васојевића и један човјек из Бјелопавлића.

## Критика
Адам Прибићевић је у листу Српско коло од 26. новембра (9. децембра) 1909. године писао поводом осуде седам Црногораца на смрт и стријељању петорице због оптужбе за побуну: Али нека буде увјерен стари тиранин, да ће крв оне петорице пасти на њега и дјецу његову. И Обреновићи су у Србији стријељали, али су дочекали да и њих стријељају. Било је и руских и француских и енглеских и других владара, који су вјешали и стријељали, али су и они дочекали страшну уру. Дочекаће је и он за јамачно... Стид, срамота и проклетство народно покриће успомену изрода српских што су дигли крваву руку на главе браће своје, јер хтједоше слободе и правде...